# Ivan & Delfin
Ivan & Delfin este o formație din Polonia, care, deși nu s-a calificat în finala Eurovision 2005, a devenit cunoscută datorită faptului că a ocupat un onorabil loc 11, al 3-lea cel mai bun rezultat al Poloniei la Eurovision, după 1994 (locul 2), 2001 și 2003 (locul 7) și înainte de 2006 (locul 11 din nou), 2014 (locul 14), 2016 (locul 8) și 2017 (locul 9 în semifinală întâi, deși, inițial s-a dovedit că atunci țara a ocupat și cel mai prost rezultat, locul 23, în finală).